# Saffet Sancaklı
Saffet Sancaklı (Tutin, 27 febbraio 1966) è un ex calciatore turco, di ruolo attaccante.